# Râul Hezeriș
Râul Hezeriș este un afluent al râului Bega. 

## Hărți
- Harta județului Timiș